# Liste des guerres du Mali
Cet article liste les guerres auxquelles a participé le Mali depuis l'indépendance du pays en 1960.

## Liste
| Conflit                             | Irak et alliés                       | Ennemis                                                                                          | Issue             | Commentaires |
| ----------------------------------- | ------------------------------------ | ------------------------------------------------------------------------------------------------ | ----------------- | --- |
| République du Mali (depuis 1960)    |                                      |                                                                                                  |                   | |
| Guerre de la Bande d'Agacher (1985) | Mali                                 | Burkina Faso                                                                                     | Victoire malienne | Occupation malienne de la bande d'Agacher. Les deux pays acceptent un partage équitable des terres disputées.                                                |
| Guerre du Mali (depuis 2012)        | Mali France Nigeria Tchad et autres… | Mouvement national de libération de l'Azawad Ansar Dine Al-Qaïda au Maghreb islamique et autres… | En cours          | Conquête touarègue et islamiste de l'Azawad avant d'être repoussés par les Français en 2013. La contre-insurrection est difficile dans les années suivantes. |